# ضريح نظامي الكنجوي
ضريح نظامي الكنجوي (بالأذرية: Nizami məqbərəsi)‏ هو ضريح ينسب إلى نظامي الكنجوي، ويقع في كنجه.